# Mecea, Vâlcea
Mecea este un sat în comuna Zătreni din județul Vâlcea, Oltenia, România.